# 中越運送
中越運送株式会社（ちゅうえつうんそう）は、新潟県新潟市中央区に本社を置く日本の運送会社である。創業者は中山修。

## 概要
新潟・東京・名古屋・大阪・北陸・長野に営業を展開している大手運送会社である。新潟港を拠点として、上海やホーチミンに拠点を開設し、中国やASEAN地区への国際ネットワークも構築している。

## 沿革
- 1951年（昭和26年）4月2日：設立[3]。
- 1953年（昭和28年）
  - 9月30日：三条運送株式会社の三条駅・東三条駅・北三条駅通運事業免許の譲渡認可[4]。
  - 10月31日：三条駅・東三条駅・北三条駅での通運事業開始[5]。
- 1956年（昭和31年）3月：羽越運送株式会社と合併、同社は解散[6]。

## 所在地
- 本社：新潟県新潟市中央区美咲町一丁目23番26号

### 支社・支店
- 東京支社：東京都荒川区西日暮里五丁目16番2号
  - 取扱事業部：東京都江東区東雲一丁目8番19号
  - CFS事業部：東京都葛飾区新宿三丁目9番5号
  - 輸送事業部：東京都江東区東雲一丁目8番19号
- 関西支社：大阪府寝屋川市堀溝一丁目21番1号
  - 大阪支店：大阪府寝屋川市堀溝一丁目21番1号
  - 名古屋支店：愛知県名古屋市西区中小田井四丁目432番地
- 新潟支社：新潟県新潟市中央区美咲町一丁目23番26号
  - 北陸支店：富山県射水市津幡江123番地
  - 長野支店：長野県長野市大橋南一丁目25番地
  - 上越支店：新潟県上越市石橋2845
  - 長岡支店：新潟県長岡市下条町字野々入746
  - 三条支店：新潟県三条市大字柳川新田987-1
  - 燕支店：新潟県燕市物流センター4-4
  - 新潟支店：新潟県新潟市中央区美咲町一丁目23番26号
- 国際事業部：新潟県新潟市中央区美咲町一丁目23番26号
  - 三条燕通関営業所：新潟県三条市大字柳川新田987-1
  - 東港事務所：新潟県新潟市北区笹山東19

## フィクションの中の中越運送
新潟に本拠を置く会社であるため、新潟出身の漫画家魔夜峰央の作品『パタリロ!』に登場する作中の中越運送がある。